# Волино-Подільська монокліналь
Волино-Подільська монокліналь — тектонічна структура на південному заході Східноєвропейської платформи. Є найбільшою структурою Дністровського перикратону.
Фундамент Волино-Подільської монокліналі, утворений дорифейським комплексом кристалічних порід, залягає на глибині десятків-сотень метрів на півночі та сході, занурюючись до 5000—6000 м на південному заході. У цьому ж напрямі зростає й потужність осадочного чохла, досягаючи максимуму в межах Волино-Оршанського прогину. Нижній структурний поверх чохла складений теригенними відкладами рифею загальною потужністю 600—900 м, 300—600-метровою товщею осадочних порід венду і переважно карбонатними породами нижнього палеозою потужністю 500—2000 м. Відклади девонської і кам'яновугільної систем (аргіліти, пісковики, алевроліти й вапняки потужністю від 1000 до 3000 м) і шарувата 300-метрова теригенно-карбонатна товща порід верхньоюрського відділу залягають у зоні крутішого нахилу фундаменту й фіксують моноклінальну частину Львівського палеозойського прогину. Рифей-верхньоюрські утворення трансгресивне перекриті суцільним чохлом карбонатних порід верхньокрейдового відділу (вапняки, крейда, мергелі потужністю кілька сот метрів), що складають Львівську крейдову западину. Палеогенові піски з прошарками мергелів та глин поширені на північному сході, неогенові вапняки, піски, глини — на південному сході їхня потужність — відповідно 20—30 і 25—120 м. Усі ці відклади майже повністю перекриті антропогеновими породами: льодовиковими, водно-льодовиковими, річковими і озерно-болотними пісками, супісками, суглинками, торфами та лесовидними суглинками.
Тектонічний фундамент сформувався в археї — протерозої. Утворення осадочного чохла почалося в рифеї у Волино-Оршанському прогині. Траповий магматизм байкальського етапу тектогенезу спричинив оновлення системи тектонічних порушень, що зумовило формування Волино-Подільської монокліналі як субширотної структури з блоковою будовою. За каледонського та герцинського етапів тектогенезу відбувалося переміщення окремих блоків по розривних порушеннях, багато з яких впливають на конфігурацію й поздовжні профілі річкових долин і рельефоутворення. Протягом верхньокрейдової епохи відбулося прогинання і обширна трансгресія, що охопила майже всю територію Волино-Подільської монокліналі. Велике значення мав неотектопічний етап розвитку, який проявився у формуванні сучасного рельєфу Волинської височини і Подільської височини.